# Суини, Чарльз
Чарльз Суи́ни (англ. Charles Sweeney; 27 декабря 1919 — 16 июля 2004) — пилот ВВС США, участвовавший в обеих атомных бомбардировках Японии в 1945 году (во время налета на Хиросиму находился в самолете наблюдения), командир бомбардировщика B-29 «Bockscar», сбросившего атомную бомбу на город Нагасаки 9 августа 1945 года. В результате бомбардировки погибло около 35 тысяч человек, из которых от 23200 до 28200 были японские промышленные рабочие, 2000 были корейские угнанные и 150 были японскими комбатантами. Это была первая бомба, которую Суини когда-либо сбрасывал на вражескую цель.
В то время майору Суини было всего 25 лет. Боевой вылет осуществлялся с тихоокеанского острова Тиниан.
В атомной бомбе, имевшей кодовое обозначение «Толстяк» (Fat Man) и сброшенной Суини, использовался плутоний-239. Заданием предусматривалось осуществить бомбардировку города Кокура, но из-за плотной облачности пилоту пришлось направить самолет на запасную цель — Нагасаки.
Всю свою жизнь Суини отстаивал необходимость атомных бомбардировок Японии перед студентами американских колледжей и университетов.
В соавторстве с Марионом Антонуччи (Marion Antonucci) выпустил воспоминания под названием «Конец войны: Рассказ очевидца о последней ядерной миссии Америки» (War’s End: An Eyewitness Account of America’s Last Atomic Mission)
Вышел в отставку в 1976 году в звании генерал-майора. Скончался 16 июля 2004 года в возрасте 84 лет в Бостонской больнице.